# Германские капиталы в Российской империи
Наряду с Великобританией Германия являлась основным внешнеторговым партнером Российской империи. Но если доля Великобритании в российской внешней торговле, составлявшая в середине XIX в. 1/3, в дальнейшем постепенно снижалась и к 1914 г. опустилась до 1/8, то удельный вес Германии, наоборот, неуклонно возрастал, особенно в российском импорте: к концу 1900-х годов он превысил 1/3, а накануне Первой мировой войны приблизился к 1/2. Таким образом, перенесение в Россию производства промышленных изделий из Германии сопровождалось ростом их экспорта. Взаимодействие экспорта капиталов и экспорта товаров из Германии составляло важную особенность германского предпринимательства в России.
Другая его особенность обуславливалась наличием в России обширной немецкой диаспоры. Разнородная по своему происхождению, правовому и профессиональному статусу она лишь в относительно небольшой своей части была связана с германским предпринимательством. Но ее существование создавало благоприятную среду для деятельности германских фирм. У них, в частности, не было кадровых проблем, в отличие от английских, французских и бельгийских компаний.
Германские капиталы, в отличие от английских и французских, распределялись гораздо более равномерно по отдельным отраслям промышленности. Вместе с тем, в Россию Германия посылала не только капитал в денежной форме, но и импортировала людей, приносивших с собой часто капиталы, но всегда — предпринимательский дух, энергию, инициативу, опыт. Так, возникновение промышленности в Царстве Польском происходило за счет привлечения иностранных, большей частью немецких промышленников, которым оказывался целый ряд льгот и привилегий.
Если увеличение английских инвестиций в конце XIX — начале XX в. происходило как бы рывками, то прирост германских капиталовложений носил более равномерный характер, но в 1900-е гг. его темпы заметно снизились. Эти капиталовложения были сосредоточены главным образом в Царстве Польском, Петербурге, Москве и Риге. Германские предприниматели в России остались верны тем отраслям промышленного производства, в становлении которых они принимали участие, особенно электротехнике и химии. Сильны были их позиции также в городском хозяйстве и торговле. Действовавшие в России дочерние предприятия германских промышленных фирм имели с ними, как правило, тесные производственные связи. Фактически они представляли собой сборочные цеха, производившие готовую продукцию из полуфабрикатов и деталей, импортировавшихся из Германии.
Там же разрабатывалась технология, производились необходимые экономические расчеты, изготовлялись чертежи. Материнские фирмы, строго контролируя номенклатуру изделий своих филиалов, не допускали производства в России таких товаров, которые могли бы составить им конкуренцию. Это, несомненно, сдерживало германское предпринимательство в российской промышленности. Вместе с тем, контролируемые германским капиталом предприятия, выполняя в большинстве своем функции производственных филиалов материнских фирм в Германии, в то же время в наибольшей степе-ни соответствовали правовым нормам российского предпринимательства. Дочерние предприятия германских фирм действовали в России в качестве юридически самостоятельных российских обществ. Удельный вес капиталов иностранных компаний (то есть в данном случае компаний, учрежденных в Германии) в общей сумме германских инвестиций в акционерные предприятия в России, был самым низким по сравнению с инвестициями иного «национального» происхождения.
Германские капиталы Зив называет «фактическими хозяевами» российской энергетической промышленности. Однако таким же было их положение и в других странах Европы, включая и наиболее развитые. В России действовали 7 филиалов крупнейших электротехнических фирм Германии, в том числе «Всеобщей компании электричества», «Сименса и Гальске», «Шукерта».
Под финансовым и производственно-техническим контролем немецкого капитала находилась некоторая часть предприятий военной промышленности России. К ним относятся, в частности, Невский судостроительный и механический завод, завод Крейтона (Охтинское адмиралтейство), Рижский машино-судостроительный завод Ланге, завод «Феникс», выполнявший заказы по постройке башен для миноносцев и контролировавшийся немецким капиталом, в частности, Учетным и ссудным банком. Так же германские капиталы в машиностроении России были неразрывно связаны с другими иностранными капиталами и отечественным капиталом. Например, немецкая фирма «Шихау» с 1907 г. единственная из иностранных судостроительных фирм получила право строить военные корабли для России в связи с решением Совета Министров от 13 ноября 1907 г.
Германские капиталы принимали участие в Русском судостроительном обществе с капиталом 10 млн руб., обществе «Ноблесснер», выполнявшим заказы заводов Нобеля на подводные лодки и Лесснера на мины и вооружения, с капиталом 3 млн руб., дочернем предприятии Лесснера «Русский Уайтход», в металлообрабатывающих и машиностроительных заводах Гартмана, Коломенском машиностроительном заводе, акционерном обществе «Треугольник», Шлиссельбургском пороховом заводе и Русском обществе артиллерийских заводов
Германские банки участвовали в экспорте предпринимательского капитала в Россию постольку, поскольку они были связаны с промышленными компаниями, имевшими здесь дочерние предприятия. У них были и непосредственные интересы в российской экономике, в числе которых особое значение имели крупные участия в петербургских банках — Международном, Русском для внешней торговли, Учетном и ссудном, ведущие своё нача-ло еще с 80-х гг. XIX в. Но германские банки явно не стремились к установлению своего контроля над российскими банками.
Вместе с тем, Россия занимала 3-е место среди всех стран, торговавших с Германией.
Так, в 1900—1904 гг. среднегодовой оборот русско-германской торговли составил 428,8 млн руб., а в 1909—1913 гг. — 939,2 млн руб., то есть увеличился более чем в два раза.